# Heilige Familie (Bad Salzdetfurth)

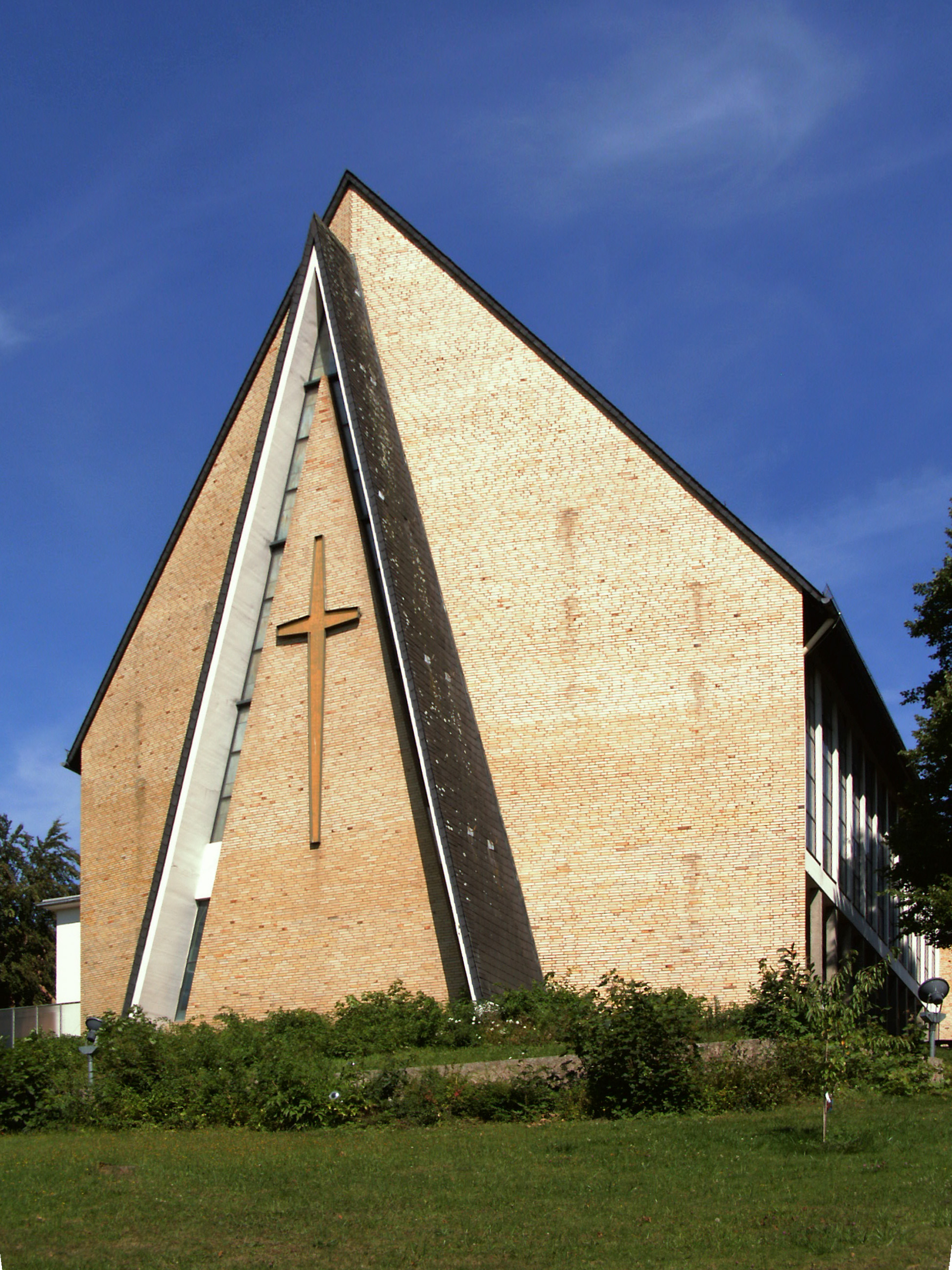
Außenansicht

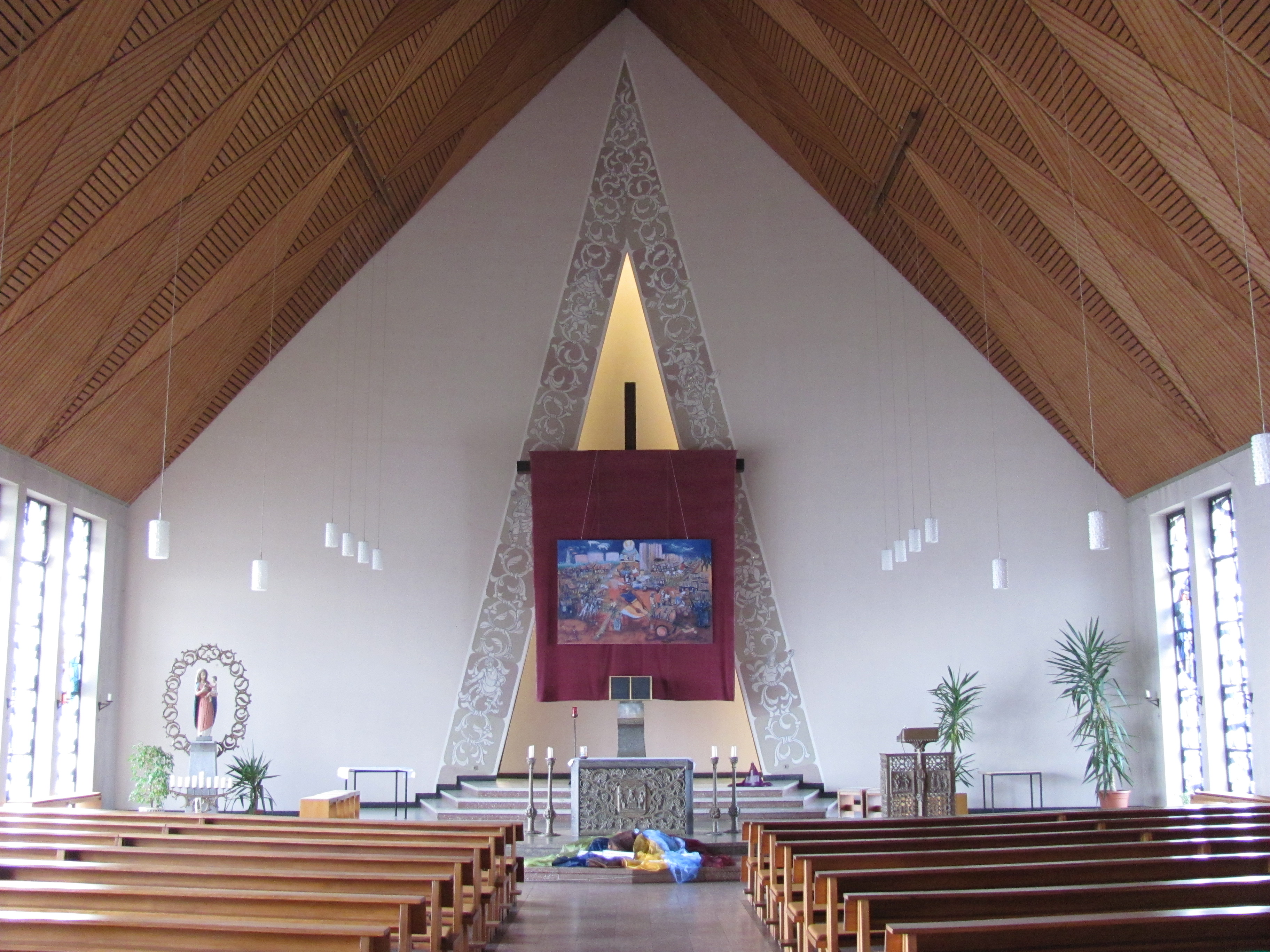
Innenansicht

Heilige Familie ist eine katholische Kirche in Bad Salzdetfurth, einer Stadt im Landkreis Hildesheim in Niedersachsen. Die nach der Heiligen Familie benannte Kirche befindet sich in der Elsa-Brandström-Straße 51, sie gehört zur Pfarrei St. Gallus mit Sitz in Detfurth, im Dekanat Alfeld-Detfurth des Bistums Hildesheim.

## Geschichte
1961 wurde die Kirche erbaut und die Kirchengemeinde eingerichtet; zuvor gehörten die Katholiken in Bad Salzdetfurth, deren Anzahl sich durch Ansiedlung von Flüchtlingen und Heimatvertriebenen nach dem Zweiten Weltkrieg stark vergrößert hatte, zur Pfarrgemeinde St. Gallus im benachbarten Detfurth. Am 3. September 1961 erfolgte die Konsekration der Kirche Heilige Familie, und am 1. Oktober des gleichen Jahres wurde die Kirchengemeinde Bad Salzdetfurth eingerichtet. 1961 wurde auch die bisherige Pfarrvikarie Bodenburg in die Kirchengemeinde Bad Salzdetfurth integriert. Am 1. Juli 1969 erfolgte die Erhebung der Kirchengemeinde zur Pfarrei. 1973 wurde die bis dahin evangelische St.-Laurentius-Kirche in Bodenburg der katholischen Pfarrei überlassen. 
Seit dem 1. Dezember 2002 gehört die Kirche zum damals neu gegründeten Dekanat Alfeld-Detfurth, zuvor gehörte sie zum Dekanat Bockenem-Detfurth. Vom 1. Januar 2009 an gehörte auch die Kirche Mariä Himmelfahrt in Westfeld zur Pfarrei Heilige Familie. Seit dem 1. November 2014 gehört die Kirche zur Pfarrei St. Gallus mit Sitz in Detfurth.

## Architektur und Ausstattung
Die in rund 140 Meter Höhe über dem Meeresspiegel gelegene turmlose Kirche wurde nach Plänen von Josef Fehlig erbaut.

## Weitere katholische Einrichtungen im Einzugsgebiet der Kirche
Das Eltern-Kind-Zentrum Bad Salzdetfurth an der Horststraße wird von der Hildesheimer St. Ansgar Kinder- und Jugendhilfe betrieben. Es bietet 10 Appartements für Mütter und/oder Väter mit einem Kind oder zwei Kindern sowie schwangere Frauen. Das Zentrum ist im ehemaligen Hotel Sonneneck untergebracht und wurde am 1. Februar 2016 bezogen. Zuvor befand sich eine Mutter- und Kindgruppe im Schloss Henneckenrode.